# Reinhold Hucker
Reinhold Hucker (* 15. November 1949 in Unterelchingen) ist ein ehemaliger deutscher Ringer.

## Werdegang
Hucker stammt aus einer Ringerfamilie, sein  älterer Bruder Josef war deutscher Meister im Ringen. Hucker begann beim Kraftsportverein (KSV) Unterelchingen schon als Schüler mit dem Ringen. 1967 wurde er deutscher Jugendmeister im freien Stil vor Peter Neumair aus Hallbergmoos und kam im griechisch-römischen Stil auf den 3. Platz, jeweils in der Gewichtsklasse bis 78 kg Körpergewicht. In den Jahren 1968 bis 1970 gewann er drei deutsche Meistertitel bei den Junioren und wurde zweimal Vizemeister in beiden Stilarten im Mittelgewicht.
Deutscher Meister bei den Senioren wurde Reinhold 1972 im griechisch-römischen Stil im Mittelgewicht. Hucker, von Beruf Werkzeugmacher, wechselte später zum deutschen Bundesligisten ASV Bauknecht Schorndorf.
1971 wurde er erstmals bei einer internationalen Meisterschaft eingesetzt. Bei der Weltmeisterschaft 1971 in Sofia kam er  unter 26 Teilnehmern im Mittelgewicht, griechisch-römischer Stil, auf den 9. Platz, wobei er die starken Ringer André Bouchoule aus Frankreich und Jan Kärström aus Schweden besiegen konnte. Bei den Olympischen Spielen 1972 in München und bei der Weltmeisterschaft 1974 in Kattowitz konnte er die in ihn gesetzten Erwartungen nicht mehr ganz erfüllen. 
Nach 1974 startete er nicht mehr bei Meisterschaften.

## Internationale Erfolge
(OS = Olympische Spiele, WM = Weltmeisterschaft, GR = griech.-röm. Stil, F = freier Stil, Mi = Mittelgewicht, Hs = Halbschwergewicht, damals bis 82 kg bzw. 90 kg Körpergewicht)
- 1970, 3. Platz, Turnier in Klippan/Schweden, GR, Mi, hinter Jan Kärström, Schweden und Wiktor Igumenow, UdSSR;

- 1971, 4. Platz, Turnier in Klippan, GR, Mi, hinter Jan Kärström, Wiktor Igumenow u. Schoberg, Schweden;

- 1971, 2. Platz, Turnier in Salzburg, GR, Hs, hinter Jozsef Perczi, Ungarn u. vor Jean P. Mormoud, Frankreich und Herbert Lins, Österreich;

- 1971, 9. Platz, WM in Sofia, GR, Mi mit Siegen über André Bouchoule, Frankreich, Jan Kärström, Schweden u. John Petersen, Dänemark u. Niederlagen gegen Milan Nenadić, Jugoslawien u. Kiril Dimitrow, Bulgarien;

- 1972, 15. Platz, OS in München, GR, Mi, nach Niederlagen gegen Jan Kärström u. Anatoli Nasarenko, UdSSR;

- 1973, 1. Platz, Großer Preis der Bundesrepublik Deutschland in Moosburg an der Isar, GR, Mi, vor Jan Stawowski, Polen u. Mantschorow, Bulgarien;

- 1974, 14. Platz, WM in Kattowitz, GR, Mi, nach Niederlagen gegen Antoni Masternak, Polen u. André Bouchoule

## Deutsche Meisterschaften
- 1969, 3. Platz, GR, Mi, hinter Wolfgang Engel, Baienfurt u. Peter Nettekoven, Duisdorf,
- 1970, 3. Platz, GR, Mi, hinter Max Mitterbichler, Traunstein u. Peter Nettekoven,
- 1972, 1. Platz, GR, Mi, vor Peter Nettekoven u. Max Mitterbichler,
- 1974, 2. Platz, GR, Mi, hinter Werner Schröter, Schifferstadt u. vor Max Mitterbichler